# Брунејска империја
Брунејска империја или Империја Брунеј (арап. امبراطورية بروني), такође позната као Султанат Брунеј или Негара Брунеј, био је малајски султанат смештен у Брунеју на северној обали острва Борнео у југоисточној Азији. Основан је почетком 7. века, као мало краљевство морепловаца којим је управљао аутохтони паган или хинду краљ познат као Бони, Поли или Пони (кин: 渤泥; пин: Bó-ní). Брунејски краљеви су прешли на ислам у око 15. веку, након чега су своју империју значајно проширили заузимањем португалске Малаке, проширивши се на обална подручја Борнеа и Филипина. Империја је почела да слаби у 17. веку, а престала је да постоји у 20. веку.

## Историја
Разумевање историје Брунејске империје је поприлично тешко пошто готово и да се не помиње у савременим изворима свог времена, а постоји веома мало доказа о природи ове бивше државе. Месних или аутохтоних извора такође нема да би помогли у разумевању историје Брунејске империје. Због овога се углавном ослања на кинеске текстове и према њима конструише историја раног Брунеја. Бони или Пони (кин: 渤泥; пин: Bó-ní) у кинеским се изворима највероватније односи на Борнео у целини, док се Поли (кин: 婆利; пин: Pó-lì) — вероватно данашња Суматра — према месним властима такође односи и на Брунеј.

### Рана историја
Најранији дипломатски односи између Бонија и Кине забележени су у географској тези научника Лешија (упрош: 乐史; трад: 樂史; пин: Lè-shǐ; 930—1007) по имену Универзална географија ере тајпинг (упрош: 太平寰宇记; трад: 太平寰宇記; пин: Tàipíng Huányǔ Jì) из 978. године.
Године 1225, кинески званичник Џао Жугуа (упрош: 赵汝适; трад: 趙汝适; пин: Zhào Rǔguā; 1170—1228) објавио је да је Бони имао 100 ратних бродова за одржавање трговинских веза, те да је краљевство било веома богато.
У 14. веку Брунеј је вероватно постао потчињен Јаванцима. Јавански рукопис, епска еулошка поема Нагаракр(е)тагама (јав. Nagarakr(e)tagama, Désawarnana) коју је 1365. године написао Мпу Прапанча, помиње Барун као вазалну државу Маџапахита која је морала да плаћа годишњи данак у износу од 40 кетија камфора. Године 1369, Сулу је напао Пони и покрао све богатство и злато. Маџапахитска флота је успела да отера Сулу, али Пони је био знатно ослабљен у нападу. Кинески извештај из 1371. године описује Пони као ослабљен и у потпуности под контролом Маџапахита.

### Ширење
Након смрти владара Хајама Вурука, његова Маџапахитска империја почела је да пада и изгубила је контролу над својим прекоморским територијама. Овиме је отворена могућност за брунејске краљеве да прошире свој утицај. Кинески владар Ченг-цу (1360—1424), након што се попео на престол 1403. године, моментално је послао емисаре у разне земље да би им се наредило да плаћају данак суду Кине. Брунеј је тада почео да одваја значајну количину новца за Кинезе.
До 15. века империја је постала муслиманска држава, након што је краљ Брунеја прешао на ислам; дошао је као поморац са муслиманским Индијцима и арапским трговцима из других делова југоисточне Азије, с циљем трговине и ширења ислама. Империја је контролисала већи део северног Борнеа и постала важно чвориште источњачког и западњачког система светске трговине.
Брунејска империја, баш као и претходне регионалне империје Сривиџаја, Маџапахит и Малака, може да се сматра таласократском империјом заснованом на поморској моћи, што значи да је њен утицај био једино ограничен на обалне градове, луке и речне естуарије те ретко продирао дубоко у унутрашњост острва. Брунејски краљеви су по свим приликама гајили савезништво са регионалним поморским народима Оранг-лаут и Сама-баџау, који су чинили њихову морнаричку армаду. Дајак (домородачка племена унутрашњег Борнеа; популација: 5,9 милиона), међутим, нису била под брунејском контролом пошто је њихов утицај ретко продирао дубоко у борнејске џунгле.
Најранији забележени документи Запада о Брунеју приписују се Италијану познатом као Лудовико ди Вартема (1470—1517). Лудовико је у то време био на путу ка Молуцима, па је боравио и на Борнеу и упознао се са брунејским становништвом. Његови радови датирају до најмање 1550. године.

„Стигли смо на острво Борнеј [Брунеј или Борнео], које је удаљено од Малуча око две стотине миља [триста двадесет километара], и открили смо да је нешто веће него што се претходно мислило и доста ниже. Народ су пагани и људи су добре воље. Њихова боја је беља него она друге врсте ... на овом острву правда се добро проводи...”

Током владавине Болкијаха, петог султана, империја је под контролом имала обална подручја северног Борнеа (данашњи Брунеј, Саравак и Сабах) и сезала је све до Селудонга (данашња Манила), архипелага Сулу, односно делова острва Минданао. У 16. веку, утицај Империје Брунеј такође се проширио до делте реке Капуас у Западном Калимантану. Малајски Султанат Самбас у Западном Калимантану и Султанат Сулу у јужном делу Филипина посебно су развили добре династичке односе са краљевском кућом Брунеја. Други султани Понтијанака, Самаринде све до Банџармасина, сматрали су султана Брунеја својим вођом. Истинска природа односа Брунеја са осталим малајским султанатима обалног Борнеа и архипелага Сулу још увек се проучавају. Да ли је у питању била вазализована држава, савезна држава или само у церемонијалном односу до данас је остала непознаница. Постоји још неколико регионалних политика које су такође оставиле трага у историји Брунејске империје и поменутих султаната. Султанат Банџар (данашњи Банџармасин), на пример, такође је био под утицајем Демака на Јави.

### Слабљење и пад
Пред крај 17. века, Брунеј је увелико био у периоду слабљења које је изазвано унутрашњим раздором и борбом за наследство краљевског трона, колонијалним ширењем европских сила и пиратеријом. Империја је изгубила огроман део своје територије услед доласка западних сила као што је Шпанија на Филипинима, Холандија на јужном Борнеу и Британија у Лабуану, у Сараваку и на северном Борнеу. Султан Хашим Џалилул Алам Акамадин је касније тражио од Британаца да зауставе даље надирање (1888). Исте године, Британци су потписали „Споразум заштите” и прогласили Брунеј британским протекторатом, све док 1984. није постао независна држава.

## Султани
Списак султана Брунејске империје:
1. Мухамед Шах / Аванг Алак Бетатар (1368—1402)
2. Абдул Маџид Хасан / Махараџа Карна (1402—1408)
3. Ахмед / Аванг Патех Бербај (1408—1425)
4. Шариф Али (1425—1432)
5. Сулејман (1432—1485)
6. Болкијах (1485—1524)
7. Абдул Кахар (1524—1530)
8. Сејфул Риџал (1533—1581)
9. Шах Берунај (1581—1582)
10. Мухамед Хасан (1582—1598)
11. Абдул Џалилул Акбар (1598—1659)
12. Абдул Џалилул Џабар (1659—1660)
13. Мухамед Али (1660—1660)
14. Абдул Хакул Мубин (1660—1673)
15. Мухајидин (1673—1690)
16. Насарудин (1690—1710)
17. Хусин Кемалудин (1710—1730)
18. Мухамед Алаудин (1730—1737)
19. Хусин Кемалудин (1737–1740)
20. Омар Али Сејфудин I (1740—1795)
21. Мухамед Таџудин (1795—1807)
22. Мухамед Џамалул Алам I (1804—1804)
23. Мухамед Канзул Алам (1807—1826)
24. Мухамед Алам (1826—1828)
25. Омар Али Сејфудин II (1828—1852)
26. Абдул Момин (1852—1885)
27. Хашим Џалилул Алам Акамадин (1885—1906)
28. Мухамед Џамалул Алам II (1906—1924)
29. Ахмед Таџудин (1924—1950)
30. Омар Али Сејфудин III (1950—1967)
31. Хасанал Болкијах (1967—)